# Vanilla Ninja (álbum)
Vanilla Ninja é o álbum de estréia da banda estoniana Vanilla Ninja. O álbum foi lançado em maio de 2003, na Estônia, e depois na Alemanha, Áustria e Suíça.

## Faixas
| Nº | Nome da Música                       | Tempo | Idioma  |
| -- | ------------------------------------ | ----- | ------- |
| 1  | "Guitar and Old Blue Jeans"          | 4:02  | Inglês  |
| 2  | "Why?"                               | 3:22  | Inglês  |
| 3  | "Club Kung Fu"                       | 2:42  | Inglês  |
| 4  | "Nagu Rockstaar"                     | 4:10  | Estónio |
| 5  | "Purunematu"                         | 3:25  | Estónio |
| 6  | "Inner Radio"                        | 3:00  | Inglês  |
| 7  | "Outcast"                            | 3:59  | Inglês  |
| 8  | "Toxic"                              | 2:23  | Inglês  |
| 9  | "Spit It Out"                        | 4:46  | Inglês  |
| 10 | "Psycho"                             | 3:17  | Inglês  |
| 11 | "Klubikuningad"                      | 2:05  | Estónio |
| 12 | "Polluter"                           | 3:23  | Inglês  |
| 13 | "Vanad Teksad Ja Kitarr"             | 3:40  | Estónio |
| 14 | "Sugar and Honey"                    | 3:26  | Inglês  |
| 15 | "Club Kung Fu" (Drum 'n' Bass Remix) | 4:29  | Inglês  |

## Ligações Externas
- (em castelhano) Site Oficial do Vanilla Ninja